# Pakalitha Mosisili
Bethuel Pakalitha Mosisili, född 14 mars 1945, var från den 17 mars 2015 till den 16 juni 2017 Lesothos premiärminister. Han var även premiärminister från 29 maj 1998 till 8 juni 2012. Han leder partiet Democratic Congress och har tidigare varit ledare för LCD (Lesotho Congress for Democracy).
Efter parlamentsvalet 2015 bildade Mosisili en ny regering med stöd av Democratic Congress, Lesotho Congress for Democracy, Marematlou Freedom Party, Basotho Congress Party, National Independent Party, Lesotho People’s Congress och Popular Front for Democracy.
Den 1 mars 2017 förlorade Mosisilis regering en förtroendeomröstning i nationalförsamlingen. Efter den parlamentariska misstroendeförklaringen valde Mosisili att be kung Letsie III att upplösa nationalförsamlingen och utlösa nyval, vilket hölls den 3 juni 2017. I valet fick Tom Thabane majoriteten av rösterna. Thabane efterträdde Mosisili som Lesothos premiärminister den 16 juni 2017.